# Internacionalizace a lokalizace

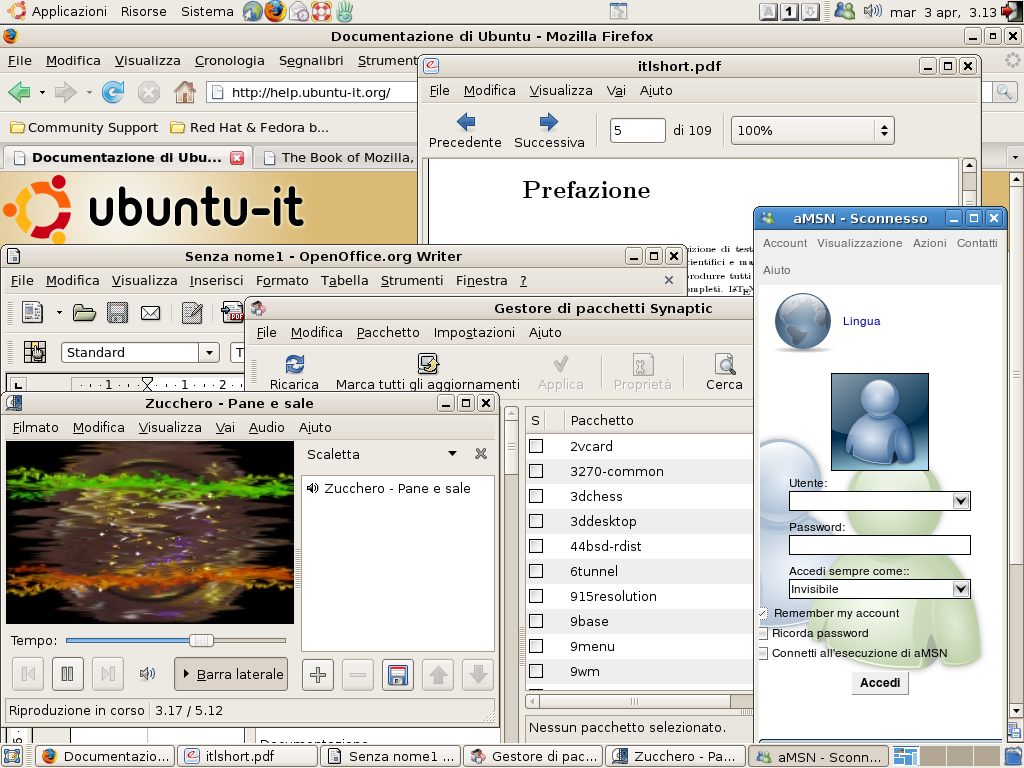
Ukázka operačního systému a aplikací lokalizovaných do italštiny.

Internacionalizace a lokalizace jsou v informatice označení pro přizpůsobení počítačového software pro různé jazyky a jejich místní zvyklosti. Internacionalizace je takový zápis zdrojového kódu programu, že může bez jeho změny program pracovat v různých jazykových prostředích. Lokalizace je pak vytváření externích databází, které obsahují překlady jednotlivých hlášení programu a definic konkrétních jazykových odlišností (například zápis data a času, měny a podobně). Program pak po vhodném nastavení pracuje korektně s ohledem na zvolené jazykové prostředí (v unixových systémech je nastavení označováno jako locale).

## Terminologie
Termíny internacionalizace a lokalizace jsou často zkracovány pomocí numeronym. Pro internacionalizaci se používá numeronymum i18n, kde 18 značí počet písmen v anglickém originále (internationalization) mezi prvním a posledním písmenem. Pro lokalizaci se používá numeronymum L10n, který vychází za použití stejného klíče z anglického localization.
- Lokalizovaný software („L10n“) byl upraven nebo přestavěn pro použití v konkrétní lokalitě (jiné, než pro kterou byl původně vyvinut), včetně jazyka uživatelského rozhraní (UI), vstupu, zobrazení a funkcí jako je čas / datum a měna. Každá verze systému podporuje pouze jedno národní prostředí a neexistuje v ní žádná podpora pro jazyky, které nejsou součástí dané lokalizace (i když znaková sada pro ně může být shodou okolností použitelná).

- Vícejazyčný software („m17n“) podporuje více jazyků pro zobrazení a vstup, ale má pouze jeden jazyk uživatelského rozhraní, který po jeho instalaci nelze změnit. Vícenárodní podpora pro další funkce, jako je datum, čas, číselné a měnové formáty se liší podle toho, jak dalece autor přizpůsobil systém k plné internacionalizaci. V současnosti většina vícejazyčného softwaru spoléhá na tyto funkce v hostitelském operačním systému (např., Microsoft Windows nebo Mac OS X), na kterém běží a může být tedy schopna podporovat znakové sady pro různé jazyky v rámci stejného dokumentu. Obecně platí, že vícejazyčný systém je určen pro použití v jedné konkrétní lokalitě, ale je schopen zpracovávat vícejazyčný obsah jako data.

- Zmezinárodněný software (internacionalizovaný, „i18n“) je přizpůsoben pro použití ve více jazycích (nezávislých na jednotlivých uživatelských účtech) tím, že obsahuje několik jazyků a znakových sad pro vstup, zobrazení i UI. Systém není považován za internacionalizovaný v plném rozsahu, pokud nelze měnit jazyk UI za běhu. Plná internacionalizace zahrnuje podporu pro více jazyků a pravopis včetně dodržování příslušných specifických právních předpisů (například v souvislosti s autorskými právy).

Při překladu ale nastává výrazný problém, protože je podstatně obtížnější vytvořit multi-kulturní rozhraní než pouze podporu znakových sad a klávesnice potřebné pro práci s více jazyky. V mezinárodním UI musí být každý použitý textový řetězec přeložen do všech podporovaných jazyků a poté všechny výstupy a parsování vstupů v kódu uživatelského rozhraní musí být nahrazeny odkazy do i18n knihoven.
Je třeba poznamenat, že „zmezinárodněný“ systém neznamená, že systém je připravený pro použití úplně všude; podpora pro všechny možné jazykové mutace je prakticky nemožná a komerčně velmi těžko zvládnutelná. Technicky bývá internacionalizace krokem, který umožňuje nebo usnadňuje lokalizaci (například umožňuje lokalizaci bez toho, že by se měnily binární programy). Internacionalizovaný systém tak typicky zahrnuje plnou podporu pouze pro několik jazyků, pro ostatní se musí provést lokalizace.

## Oblast působnosti
Hlavní zaměření internacionalizace a lokalizace:
- Jazykové
  - Počítačově kódovaný text
    - Abeceda/písmo; nejnovější systémy používají standard Unicode k vyřešení většiny problémů se znakovou sadou
    - Rozdílné číselné soustavy
    - Psaní různými směry (zleva doprava, zprava doleva)
    - Gramatické rozdíly v různých zemích mluvících stejným jazykem (Britská versus Americká angličtina)
    - Pravopisné rozdíly, jako psaní velkých a malých písmen, jiná skladba vět, abecední řazení apod.

  - Vstup
    - Funkčnost klávesových zkratek na jakkoli lokalizované klávesnici

  - Grafická reprezentace textu (tištěné materiály, online obrázky obsahující text)
  - Hovorová řeč
  - Titulky k filmu či videu
- Kulturní
  - Obrázky a barvy: otázka srozumitelnosti a kulturní vhodnosti
  - Jména a tituly
  - Vládou přidělená čísla (jako číslo sociálního pojištění v USA, rodné číslo, číslo občanského průkazu) a pasy
  - Telefonní čísla, adresy a poštovní směrovací čísla
  - Měna
  - Váhy a míry (fyzikální jednotky)
  - Formát stránky papíru
- Zvyklosti zápisu
  - Formát data a času, včetně používání rozdílných kalendářů
  - Časová pásma
  - Formátování čísel (oddělovač desetinných čísel, seskupování číslic)
- Další aspekty výrobku, nebo služby, které musí splňovat zákonná nařízení

Rozdíl mezi internacionalizací a lokalizací je malý, ale důležitý. Internacionalizace je přizpůsobení produktu pro potenciální použití kdekoliv na světě, zatímco lokalizace je přidání vlastností pro použití konkrétního locale. Internacionalizace je dána jednou pro celý softwarový produkt, zatímco lokalizace je dána pro každou kombinaci výrobku a locale. Tyto postupy se vzájemně doplňují, a musí se kombinovat pro splnění daného cíle – globálně fungujících systémů. Lokalizace zahrnuje:
- Překlad do daného jazyka
- Národní variace jazyka
- Podporu pro některé jazyky (např. východoasijské jazyky)
- Místní normy (např. technické)
- Místní zvyklosti
- Místní obsah
- Symboly
- Abecední řazení
- Estetiku
- Kulturní hodnoty a společenské postavení